# Arina Biłocerkiwśka
Arina Biłocerkiwśka, po mężu Markotenko (ukr. Аріна Білоцерківська-Маркотенко; ur. 3 grudnia 1989 w Żytomierzu) – ukraińska koszykarka występująca na pozycji rozgrywającej, reprezentantka kraju, obecnie zawodniczka BK Frank Iwano-Frankiwsk.
9 stycznia 2019 została zawodniczką TS Ostrovii Ostrów Wielkopolski. 15 sierpnia 2019 dołączyła do Widzewa Łódź. 7 stycznia 2020 opuściła klub.

## Osiągnięcia
Stan na 26 lutego 2020, na podstawie, o ile nie zaznaczono inaczej.

### Drużynowe
- Mistrzyni:
  - Ukrainy (2009, 2016)
  - Litwy (2017)
- Wicemistrzyni Ukrainy (2007, 2012)
- Brązowa medalistka mistrzostw Ukrainy (2012)
- Zdobywczyni pucharu:
  - Ukrainy (2009)
  - Litwy (2017)

Indywidualne
(* – nagrody przyznane przez portal Eurobasket.com)
- MVP*:
  - finałów ligi ukraińskiej (2016)
  - kolejki ligi litewskiej (2x – 2016/207)
- Najlepsza zawodniczka roku, występująca na pozycji obronnej ligi ukraińskiej (2016)*
- Zaliczona do*:
  - I składu:
    - ligi:
      - bałtyckiej (2016)
      - ukraińskiej (2011, 2012, 2016)

    - Final Four Ligi Bałtyckiej (2016)
    - zawodniczek krajowych ligi ukraińskiej (2011)

  - II składu ligi:
    - litewskiej (2017)
    - bałtyckiej (2017)

  - składu honorable mention ligi ukraińskiej (2014)

### Reprezentacja
Seniorów
- Uczestniczka mistrzostw Europy (2009 – 13. miejsce, 2015 – 16. miejsce, 2017 – 10. miejsce)

Młodzieżowe
- Brązowa medalistka mistrzostw Europy U–16 (2003)
- Mistrzyni Europy U–16 dywizji B (2004)
- Wicemistrzyni Europy U–18 dywizji B (2006)
- Uczestniczka:
  - uniwersjady (2013 – 9. miejsce)
  - mistrzostw Europy:
    - U–20 (2006 – 13. miejsce, 2007 – 13. miejsce, 2008 – 5. miejsce, 2009 – 13. miejsce)
    - U–18 (2004 – 7. miejsce, 2007 – 5. miejsce)
    - U–16 (2003, 2005 – 6. miejsce)
- Liderka strzelczyń Eurobasketu U-20 (2007)